# Anker (tv-serie)
 For alternative betydninger, se Anker. (Se også artikler, som begynder med Anker)
Anker er en dansk dramaserie på tre afsnit instrueret af Bo Tengberg, der har skrevet manuskriptet i samarbejde med Nikolaj Peyk og Lone Leegaard. Serien skildrer daværende statsminister Anker Jørgensens tid på Christiansborg i løbet af 1970'erne og frem til 1980'erne. Lars Ranthe spiller hovedrollen som Anker. Andre medvirkende tæller blandt andre Natalie Madueño, Magnus Juhl Andersen, Esben Dalgaard, Jens Jørn Spottag, Nanna Koppel og Ole Boisen.
Anker havde premiere den 30. december 2023 på TV 2 Play.

## Medvirkende
- Lars Ranthe - Anker Jørgensen
  - Vincent Puggaard - unge Anker
- Henrik Ipsen - Ankers bedstefar
- Maria Rich - Ingrid Jørgensen
  - Sanne Sol Kristensen - unge Ingrid
- Magnus Juhl Andersen - Peter Kvist Jørgensen
- Nanna Koppel - Kirsten Kvist Jørgensen
- Anne Vingborg Hørlyck - Mette
- Lisbet Dahl - Faster Karla
- Lars Thiesgaard - fabriksdirektør
- Stine Primdahl - journalist
- Morten Thunbo - ordstyrer
- Dorte Olsson - sekretær i statsministeriet
- Ole Boisen - Per Hækkerup
- Frank Thiel - Jens Otto Krag
- Ole Lemmeke - Erhard Jakobsen
- Natalie Madueño - Ritt Bjerregaard
- Magnus Haugaard Petersen - Svend Auken
- Jens Jørn Spottag - Thomas Nielsen
- Esben Dalgaard - Mogens Glistrup
- Carsten Svendsen - Knud Heinesen
- Jesper Ole Feit Andersen - Henning Christophersen
- Bo Tengberg - Poul Schlüter

## Modtagelse
Serien modtog generelt blandet anmeldelser, hvor det primære fokus var rettet mod instruktøren Bo Tengberg og skildringen af begivenhederne. Der blev også stillet spørgsmålstegn ved, om serien var en form for hyldest til Socialdemokratiet i stedet for en biografisk serie.
Ekstra Bladet gav 3 ud af 6 stjerner og mente at serien "ligner politisk teater bestilt af Mette [Frederiksen]." I et interview fra samme avis kaldte Dansk Folkepartis formand Morten Messerschmidt serien for "propaganda". Han sagde følgende: "At en statsministers ægtefælle [Tengberg] får statslig støtte til at lave en propaganda-udsendelse om statsministerens parti [Socialdemokratiet], er jo normalt noget, man vil forbinde med pseudo-demokratiske stater … Hvis det var sket i Ungarn under Viktor Orbán, så havde Mette Frederiksen og andre vestlige ledere været ude og pege på, at det var endnu et eksempel på, hvordan det ungarske demokrati skrumper." Filmmagasinet Ekko var mere positive, gav serien 4 ud af 6 stjerner og roste Lars Ranthes præstation.
I en artikel fra Altinget skrev John Wagner, at serien ville "skabe forvirring om fakta og fiktion for seere". Han sammenlignede Anker med den norske serie Makta, der handler om Gro Harlem Brundtlands vej til norsk statsminister. Wagner mente, at Anker manglede en form for disclaimer, der kunne fortælle om, hvad der var fakta og fiktion. Han skrev følgende: "For at undgå den danske diskussion om, hvad der er henholdsvis fakta eller fiktion, har man ikke bare føromtalte disclaimer, men man har samtidig en artikel på NRKs hjemmeside efter hvert afsnit, der handler om, hvad der kan dokumenteres, hvad der nok er lidt vidtløftigt, og hvad der i den grad er opdigtet – som følge af manglende viden eller lidt manipulation for at dramatisere, eksempelvis tidsforskydning".